# Freedows OS
A Freedows OS projekt célja egy x86-alapú, nyílt forráskódú (GPL 2.0) operációs rendszer kialakítása volt. Különféle operációs rendszereket (Windows, illetve Linux) kívántak emulálni a Stanford Cache Kernel modelljéhez hasonló kernel architektúrán. A projektet 1996-ban - az akkor még egyetemista - kanadai Reece Karl Sellin alapította és ekkor kezdődött meg a fejlesztés is.

## Elnevezés
A Freedows név a "free", mint szabad és a "Windows" szavak összevonásával alakult ki, mely utóbbi az elsődlegesen emulálni kívánt cél operációs rendszer nevére utal.

## Történet
Az eredeti cél igen ambiciózus és számos elemében újszerű volt. Teljesen moduláris architektúrát akartak létrehozni a Stanford Egyetem Cache Kernelét alapul véve, melyhez "plug-in-szerűen" csatlakoztak volna a különféle operációs rendszerek, illetve hardver-platformok alkalmazásait futtatni képes rendszer-komponensek.
Az ötlet jókora fejlesztői és tesztelői érdeklődést váltott ki világszerte, mely nehézségeket okozott a projektszervezetben és a munka koordinációja során. A kódfejlesztés lassan haladt és folyamatosak voltak az alapkoncepciót érintő viták. Végül személyes konfliktusok miatt két táborra szakadtak a fejlesztők és az egyik tábor Alliance OS néven elszakadt a projekttől, mindkettőt a feledés homályába taszítva.
A Freedows aktív fejlesztése során egyetlen változatot sem adtak ki, majd 2002-ben meghatározatlan időre felfüggesztették a munkát, a később indult, hasonló célokat kitűző ReactOS nevű projekt pedig akkorra már sokkal fejlettebb, előrehaladottabb volt.

## Külső hivatkozások
- Slashdot: Freedows splits
- Freedows SourceForge project
- The Project, SourceForge, The Future